# Кокорешть
Кокорешть, Кокорешті (рум. Cocorăști) — село у повіті Олт в Румунії. Входить до складу комуни Плешою.
Село розташоване на відстані 149 км на захід від Бухареста, 13 км на північний захід від Слатіни, 36 км на північний схід від Крайови.

## Населення
За даними перепису населення 2002 року у селі проживали 554 особи, усі — румуни. Усі жителі села рідною мовою назвали румунську.